# Klibbalsreservatet
Klibbalsreservatet är ett av flera naturreservat på Hornslandet i Hudiksvalls kommun i Hälsingland.
Det är ett lövrikt skogsområde med bördig mark. Här finns en rik flora med arter som skogssvingel, dvärghäxört, myskmadra och lundstjärnblomma. Det finns också ett bestånd av just klibbal 
Naturen i reservatet är varierande med blockiga bergspartier, frodig lövskog och sumpskog. Området är 43 hektar stort och bildades 1996.
Klibbalsreservatet är en del av Ekopark Hornslandet.